# Hepatus kossmanni
Hepatus kossmanni is een krabbensoort uit de familie van de Aethridae. De wetenschappelijke naam van de soort is voor het eerst geldig gepubliceerd in 1878 door Neumann.